# Sabine Ritter

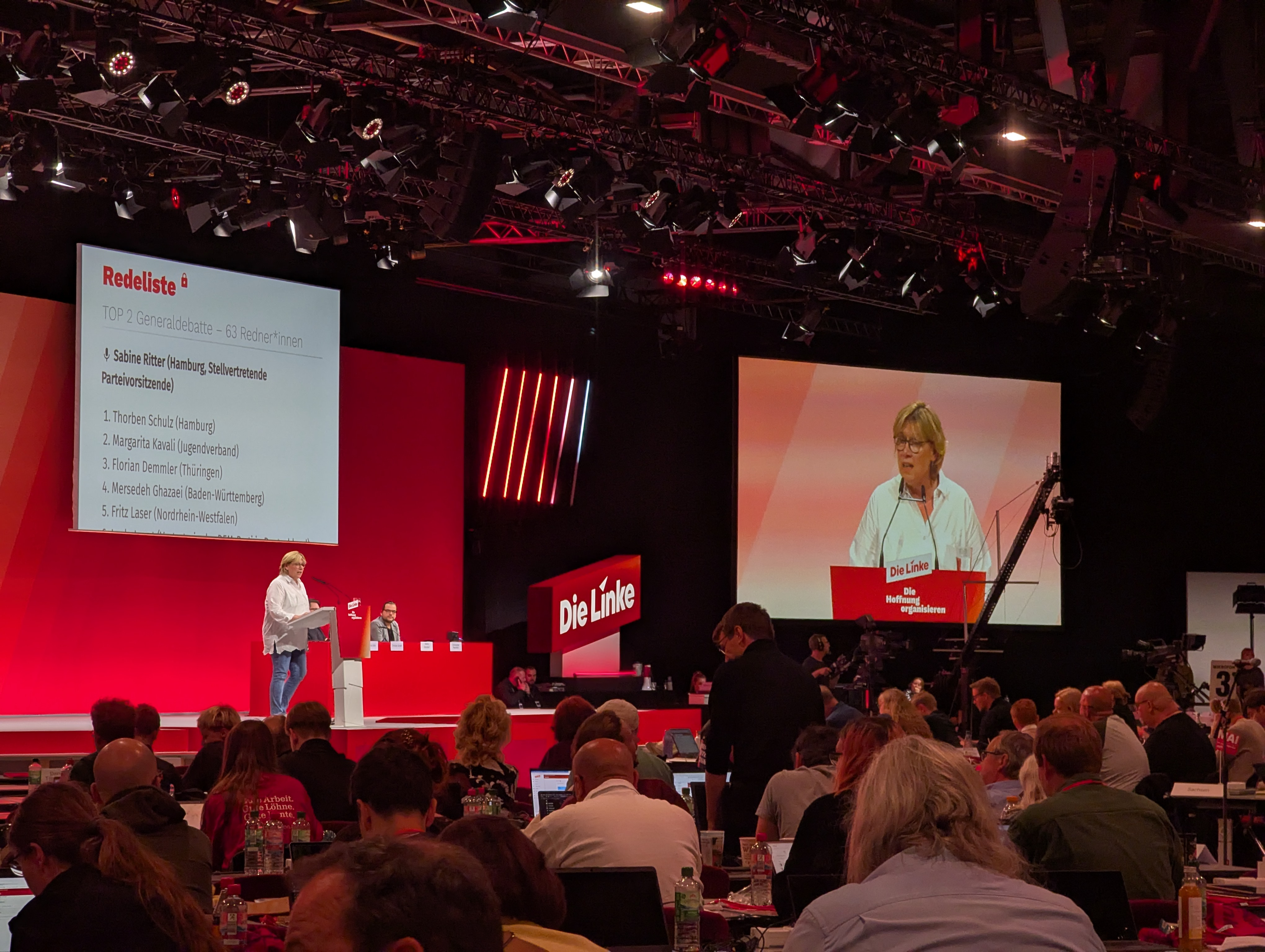
Ritter 2025 auf dem Parteitag der Linken

Sabine Ritter (* 14. Juni 1968) ist eine deutsche Politikerin und Soziologin. Seit 2022 ist sie Landesvorsitzende der Partei Die Linke in der Freien und Hansestadt Hamburg, seit 2024 stellvertretende Parteivorsitzende und seit 2025 Abgeordnete in der Hamburgischen Bürgerschaft.

## Leben

### Ausbildung
Nach dem Besuch des Rudi-Stephan-Gymnasiums in Worms begann Ritter 1988 ein Lehramt-Studium in evangelischer Theologie, Latein und Deutsch an der Universität Mainz, das sie jedoch abbrach. Stattdessen absolvierte sie eine Ausbildung zur Sortimentsbuchhändlerin in Worms und arbeitete dann in einem Antiquariat in Hamburg. Von 1997 bis 2001 studierte sie Soziologie an der Hamburger Universität für Wirtschaft und Politik und schloss mit einer Diplomarbeit über den Gewaltdiskurs in der Soziologie ab. 2002 bis 2004 folgte ein Aufbaustudium in Kriminologie an der Universität Hamburg. Anschließend arbeitete sie drei Jahre an einer Promotionsschrift über Sarah Baartman, die sie 2008 an der Universität Hamburg verteidigte (Disputation).

### Soziologin
Von 2009 bis 2011 war Ritter als Lehrbeauftragte an der Leuphana Universität Lüneburg und als assoziierte wissenschaftliche Mitarbeiterin an der Heisenberg-Professur »Europa und Moderne« der Universität Hamburg bei Olaf Asbach tätig. Ab 2011 arbeitete sie in Teilzeit als Lektorin am Institut für Soziologie der Universität Bremen, von 2015 bis 2021 war sie außerdem Studiendekanin des Fachbereichs Sozialwissenschaften. Von 2021 bis 2025 war sie Vollzeit-Lektorin am Bremer Institut für Soziologie und trug die Verantwortung für die Module Soziologisches Denken und Techniken wissenschaftlichen Arbeitens.
Ritter war Mitarbeiterin der Abteilung Lebenslauf, Lebenslaufpolitiken und soziale Integration (Arbeitsgruppe Qualitative Methoden und Mikrosoziologie) des Forschungszentrums Ungleichheit und Sozialpolitik (SOCIUM). Zu ihren Forschungsinteressen zählen Diskursanalyse, Schulbücher als Wissensarchive und -distribuenten, rassismusanalytische und geschlechtersoziologische Fragestellungen sowie Mittelschichten in kultursoziologischer Perspektive.
Im Dezember 2024 erhielt sie den Berninghausenpreis für hervorragende Lehre der Universität Bremen.

### Politikerin
Ritter war 2005 kurzzeitig Mitglied der SPD, 2018 trat sie in die Partei Die Linke ein. Bis zu ihrer Wahl zur Co-Landessprecherin 2022 war sie Parteisprecherin im Kreis Eimsbüttel.
Bei der Bürgerschaftswahl in Hamburg 2020 trat Ritter erfolglos auf Listenplatz 5 der Linken in Wahlkreis Rotherbaum – Harvestehude – Eimsbüttel-Ost an.
Im September 2022 wurde Ritter auf dem achten Parteitag des Hamburger Landesverbandes der Linkspartei (zusammen mit Thomas Iwan) zur Landessprecherin gewählt. Sie erhielt knapp 71 Prozent der Stimmen. Unterstützt wurde ihre Wahl durch die eher moderat und realpolitisch einzustufende Gruppe „Konkret Links“.  In ihrer Bewerbungsrede sprach sich Ritter gegen eine ihrer Ansicht nach halbherzige Klimapolitik, das Patriarchat und Reiche aus. Sie setzt sich für einen kostenlosen öffentlichen Nahverkehr und mehr Wohnungsraum ein, der im Zweifel auch durch Enteignungen geschaffen werden soll.
Auf dem neunten Parteitag im Oktober 2024 wurde Ritter zur stellvertretenden Parteivorsitzenden der Bundespartei gewählt.
Ab März 2025 ist Ritter Abgeordnete in der hamburgischen Bürgerschaft. Sie fungiert als Sprecherin für Bildungs-, Schul-, Ausbildungs- und Wissenschaftspolitik innerhalb der Linksfraktion.

### Privatleben
Ritter lebt in Hamburg. Sie ist Mutter zweier erwachsener Kinder.

## Veröffentlichungen (Auswahl)
- Facetten der Sarah Baartman: Repräsentationen und Rekonstruktionen der "Hottentottenvenus" Lit, Berlin 2010, ISBN 978-3-643-10950-7.
- Die Mitte als Kampfzone: Wertorientierungen und Abgrenzungspraktiken der Mittelschichten. Herausgegeben zusammen mit Nadine M. Schöneck. transcript Verlag, Bielefeld 2018, ISBN 978-3-8376-4034-2.